# Lomblevelű erdők

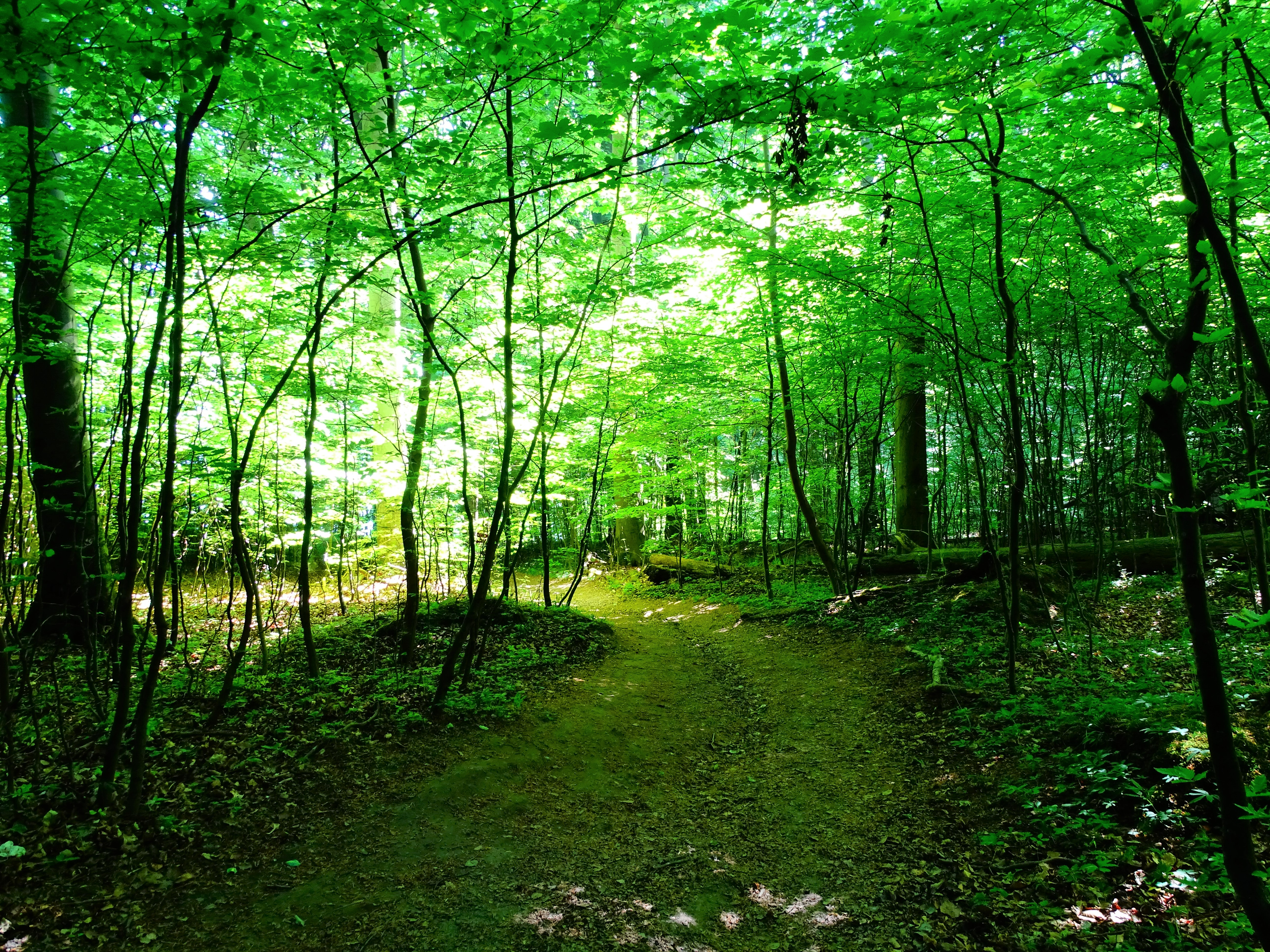
Lomblevelű erdő

A lomblevelű erdők (Aestilignosa) védett rügyű, évgyűrűs, lombhullató, tropofita életmódú fák és cserjék növénytársulásai.

## Éghajlati feltételek, elterjedésük
A mérsékelt égöv középső részén fordulnak elő, ahol meleg és nedves a nyár, mérsékelten hűvös és nedves a tél. Fő elterjedési területeik:
- Közép-Európa,
- Kelet-Ázsia,
- Észak-Amerika — valamennyi az északi flórabirodalomban (Holarktisz).

A déli féltekén a kifejlődésükhöz megfelelő éghajlati feltételek egyetlen összefüggő, nagyobb területen sincsenek meg.
A meleg mérsékelt égövben a lomblevelű erdőket fokozatosan keménylombú erdő, illetve babérlombú erdő váltja fel, az északi sarkvidék felé haladva pedig (elegyes erdők közbeiktatásával) tajga. Európában a fenyvesek és a lomblevelű erdők között kiterjedt nyíres öv alakult ki; ez Kelet-Ázsiában és Észak-Amerikában hiányzik. A kontinensek belsejében, ahol az erdőségek fennmaradásához túl kevés a csapadék, a lomblevelű erdőt ugyancsak fokozatosan (erdős sztyepp közbeiktatásával) sztyepp váltja föl.

## Jellemzésük
Jellemzően egy (ritkán két) lombkoronaszintjük van, amit kevés (gyakran egy) fafaj ural. Cserjeszintjük a lombkoronaszintet uraló fafajok szerint változóan fejlett. Gyepszintjükben az egyes évszakokban a fényviszonyoktól függően a Raunkiær-féle életforma-osztályozás szerint más-más életmódú fajok jutnak meghatározó szerephez:
- tavasszal (lombfakadás előtt) a geofiton,
- nyáron a hemokriptofiton (félárnyékkedvelő) növények.

Az epifiton növények szerepe alárendelt, és iszalagok is többnyire csak az ártéri galériaerdőkben fordulnak elő tömegesen. Mohaszintjük általában kevéssé fejlett.

## Rendszertani felosztásuk
Négy társulástani osztályuk
- folyóparti füzesek (Salicetea purpureae Moor 1958),
- láperdők és lápcserjések (Alnetea glutinosae Br.-Bl. & Tx. ex Westhoff & al. 1946),
- mezofil lombos erdők (Querco-Fagetea Br.-Bl. & Vlieger in Vlieger 1937 em. Borhidi 1996),
- szubmediterrán és szubkontinentális xeroterm erdők (Quercetea pubescentis (Doing 1955) Scamoni & Passarge 1959).